# Глазковська культура
Глазко́вська культу́ра — археологічна культура монголоїдних племен Прибайкалля бронзової доби II тисячоріччя до н. е.
До Сибіру прийшли з півдня, витіснивши племена юкагірів.
До елементів матеріальної культури глазковців відносяться: шитий берестяний човен; берестяний і дерев'яний посуд; такі ж переносні колиски; пристосування для перенесення вантажів на спині — на зразок старовинної будівельної «кози»; складний лук; короткий міцний спис з масивним довгим вістрям; трискладений розіпний одяг, що дозволяє просушитися біля багаття, не роздягаючись догола.